# Geoffrey Gadbois
Geoffrey Gadbois (4 novembre 1994) è un bobbista statunitense.

## Biografia
Compete nel bob dal 2014 come pilota per la squadra nazionale statunitense. Debuttò in Coppa Nordamericana a gennaio del 2014, disputando la prima gara da frenatore e passando al ruolo di pilota a partire dalla successiva; vinse la classifica generale nel bob a due nella 2017/18, mentre nel 2018/19 giunse terzo in quella della combinata maschile.
Esordì in Coppa del Mondo sul finire della stagione 2018/19), il 15 febbraio 2019 a Lake Placid, piazzandosi al diciassettesimo posto nella gara a due. Detiene quali migliori piazzamenti in classifica generale il ventottesimo posto nel bob a due, il ventiduesimo nel bob a quattro e il ventiquattresimo in combinata, tutti ottenuti nel 2020/21.
Prese parte ai campionati mondiali, vincendo la medaglia di bronzo nella competizione a squadre a Whistler 2019, gareggiando in coppia con Kristopher Horn nella frazione del bob a due maschile, e terminando al ventisettesimo posto nella gara a due con Adrian Adams.

## Palmarès

### Mondiali
- 1 medaglia:
  - 1 bronzo (gara a squadre a Whistler 2019).

### Coppa del Mondo
- Miglior piazzamento in classifica generale nel bob a due: 28º nel 2020/21;
- Miglior piazzamento in classifica generale nel bob a quattro: 22º nel 2020/21;
- Miglior piazzamento in classifica generale nella combinata maschile: 24º nel 2020/21;

### Circuiti minori

#### Coppa Nordamericana
- Vincitore della classifica generale nel bob a due nel 2017/18;
- Miglior piazzamento in classifica generale nel bob a quattro: 4º nel 2018/19;
- Miglior piazzamento in classifica generale nella combinata maschile: 3º nel 2018/19;
- 20 podi (13 nel bob a due, 7 nel bob a quattro):
  - 7 vittorie (5 nel bob a due, 2 nel bob a quattro);
  - 9 secondi posti (6 nel bob a due, 3 nel bob a quattro);
  - 4 terzi posti (2 nel bob a due, 2 nel bob a quattro).